# (11505) 1990 DW2
1990 دي دابليو 2 (ويعرف أيضًا باسم (11505) 1990 دي دابليو 2 وفق تسمية الكوكب الصغير) (بالإنجليزية: 1990 DW2)‏ هو كويكب ضمن حزام الكويكبات؛ وترتيبه 11505 من حيث الاكتشاف.
اكتُشف هذا الجُرم الفلكي بواسطة هنري ديبهون في 24 فبراير 1990.

## وصلات خارجية
- (11505) 1990 DW2 في قاعدة بيانات مختبر الدفع النفاث لأجرام النظام الشمسي الصغيرة

- الاكتشاف · مخطط المدار ·  العناصر المدارية · المعلمات المادية

- (11505) 1990 DW2 على موقع ويكي سكاي: DSS2, SDSS, GALEX, IRAS, Hydrogen α, X-Ray, Astrophoto, Sky Map, Articles and images